# Мираколо (Потенца)
Мираколо (итал. Miracolo) је насеље у Италији у округу Потенца, региону Базиликата.
Према процени из 2011. у насељу је живело 107 становника. Насеље се налази на надморској висини од 768 м.